# 이도명 효자각
이도명 효자각은 충청북도 청주시 흥덕구에 있다. 2015년 4월 17일 청주시의 향토유적 제82호로 지정되었다.

## 개요
완산이씨 이도명의 효행을 기리기 위해 세운 정려각이다.